# Leeds
Leeds je mesto v zahodnem Yorkshiru na severu Anglije in jedro samoupravnega metropolitanskega območja (metropolitan borough), ki je s približno 800.000 prebivalci (po oceni sredi leta 2019) drugo največje tovrstno območje v Angliji. Je tudi gospodarsko in kulturno središče širšega metropolitanskega območja Zahodnega Yorkshira, četrtega največjega metropolitanskega območja v državi, kjer je leta 2013 živelo 1,8 milijona ljudi.
Mesto stoji ob reki Aire, na območju, bogatem s premogom in železom. Iz majhnega fevdalnega naselja v 13. stoletju se je v 17. in 18. stoletju Leeds razvil v pomembno središče trgovanja z volno in pleteninami, med industrijsko revolucijo pa so tu zrasli številni predelovalni obrati. Tekstilna industrija je še vedno prevladovala, razvilo pa se je tudi livarstvo, tiskarstvo in druge industrije.
Pomembno britansko industrijsko in kulturno središče ostaja vse do danes. Industrija je raznolika, pomembnejši gospodarski panogi pa sta še zavarovalništvo in finance. Znano je tudi po velikem športnem kompleksu Headingly s stadioni za kriket in ragbi ter nogometnem moštvu Leeds United F.C., ki domuje na stadionu Elland Road.
Iz Leedsa in bližnje okolice izvirajo prirodoslovec in politični teoretik Joseph Priestley, »oče gradbenega inženirstva« John Smeaton, dramatik Alan Bennett, politik H. H. Asquith in boksar ter olimpionik Nicola Adams.